# Taro Daniel
Taro Daniel (ダニエル 太郎 Danieru Tarō?,  Nueva York, 27 de enero de 1993) es un tenista japonés nacido en la ciudad de Nueva York. Compite como profesional desde 2010 y su mejor ranking individual es el 64°, alcanzado el 27 de agosto de 2018. Mientras que en dobles logró la posición 351° el 27 de mayo de 2019.
Ha ganado un título ATP y también ha obtenido varios títulos Future tanto en individuales como en dobles.

## Carrera
Daniel nació en Nueva York en 1993, aunque se crio en Japón. Sus padres se conocieron en Estados Unidos, aunque más tarde se trasladaron a Nagoya, donde Daniel empezó a practicar el tenis a los siete años. Su padre, Paul, es estadounidense y jugó al tenis en la Universidad, mientras que su madre, Yasue, es japonesa y jugó al baloncesto. Tiene una hermana llamada Kara. Es entrenado por Mitsuru Takada desde los catorce años. Reside en Valencia.
Jugó el Abierto de Estados Unidos 2014, pero perdió en su primer encuentro. A los veintiún años, Daniel representó a Japón por primera vez en la Copa Davis, en la edición de 2014. Ese mismo año, llegó hasta los cuartos de final del Torneo de Viña del Mar, donde fue eliminado por Nicolás Almagro.
En abril de 2015, ganó el Challenger de Vercelli tras vencer en la final a Filippo Volandri por 6-3, 1-6 y 6-4. Cayó en primera ronda en el Torneo de Roland Garros, siendo derrotado por Fernando Verdasco en tres sets. No obstante, en las siguientes dos ediciones de Roland Garros alcanzó la segunda ronda. En junio, disputó el Challenger de Fürth, donde derrotó por 6-3 y 6-0 a Albert Montañés en la final. En noviembre, obtuvo el Challenger de Yokohama tas vencer a Go Soeda por 4-6, 6-3 y 6-3.
En el Abierto de Australia 2016, Daniel fue eliminado en el primer partido por Lukáš Rosol en cinco sets. Llegó hasta la segunda ronda del Masters de Montecarlo, donde fue derrotado por Dominic Thiem en tres sets. En 2016 disputó su primer Campeonato de Wimbledon, donde en la primera ronda perdió en cuarto sets frente a Juan Mónaco. En agosto de ese año, le ganó la final del Challenger de Cordenons a Daniel Gimeno-Traver por 6-3 y 6-4.
En 2017, ganó la Copa Ciudad de Tigre tras vencer a Leonardo Mayer en la final por 5-7, 6-3 y 6-4. Fue eliminado nuevamente en primera ronda en Wimbledon, perdiendo con Mijaíl Kukushkin en cinco sets. En la segunda ronda del Abierto de Estados Unidos, fue eliminado en cuatro sets por el en ese entonces número uno del ranking ATP, Rafael Nadal.
En el Abierto de Australia 2018 perdió en primera ronda con Julien Benneteau tras haberse llevado el primer set. En la primera ronda del Masters de Indian Wells, Daniel venció a Cameron Norrie por 6-3, 1-6 y 6-1. En la segunda ronda, derrotó en dos horas y media a Novak Đoković por 7-6, 4-6 y 6-1. Sin embargo, en su siguiente partido perdió con Leonardo Mayer en sets corridos.
No se clasificó al Masters de Miami tras perder en el segundo partido de la fase previa con Thanasi Kokkinakis por doble 7-5. En el torneo ATP 250 de Houston, cuya superficie es polvo de ladrillo, fue eliminado en la primera jornada ante Ivo Karlović por 7-6 y 6-4. El 6 de mayo, ganó su primer torneo ATP, el Torneo de Estambul, tras derrotar en la final a Malek Jaziri por 7-6 y 6-4. El 23 de mayo, perdió con Dennis Novak el partido por la clasificación al Torneo de Roland Garros. No logró superar la primera ronda de Wimbledon al ser derrotado por Fabio Fognini.

## Títulos ATP (1; 1+0)

### Individual (1)
| Leyenda                         |
| Grand Slam (0)                  |
| Juegos Olímpicos (0)            |
| ATP World Tour Finals (0)       |
| ATP World Tour Masters 1000 (0) |
| ATP World Tour 500 (0)          |
| ATP World Tour 250 (1)          |

| N.º | Fecha             | Torneo   | Superficie    | Oponente en la final | Resultado   |
| --- | ----------------- | -------- | ------------- | -------------------- | ----------- |
| 1.  | 6 de mayo de 2018 | Estambul | Tierra batida | Malek Jaziri         | 7-6(4), 6-4 |

#### Finalista (1)
| N.º | Fecha               | Torneo   | Superficie | Oponente en la final | Resultado |
| --- | ------------------- | -------- | ---------- | -------------------- | --------- |
| 1.  | 13 de enero de 2024 | Auckland | Dura       | Alejandro Tabilo     | 2-6, 5-7  |

## Clasificación histórica
| Torneos de Grand Slam       |    |    |    |    |    |    |              |              |              |    |     |   |
| Abierto de Australia        | Q3 | Q1 | 1R | Q2 | 1R | 2R | Q1           | 1R           | 3R           | 2R | 4-6 | 0 |
| Roland Garros               | Q1 | 1R | 2R | 2R | Q2 | 1R | Q2           | 1R           | 1R           | 2R | 3-7 | 0 |
| Wimbledon                   | Q1 | Q1 | 1R | 1R | 1R | A  | NC           | A            | 1R           | 1R | 0-5 | 0 |
| Abierto de Estados Unidos   | 1R | Q3 | A  | 2R | 1R | Q1 | 1R           | 1R           | 1R           | 1R | 1-7 | 0 |
| ATP World Tour Masters 1000 |    |    |    |    |    |    |              |              |              |    |     |   |
| Indian Wells                | Q2 | Q1 | A  | A  | 3R | 1R | NC           | 2R           | 1R           | 3R | 5-4 | 0 |
| Miami                       | Q1 | Q2 | A  | A  | Q2 | 1R | NC           | A            | 2R           | 3R | 3-3 | 0 |
| Monte Carlo                 | A  | A  | 2R | Q1 | A  | 1R | NC           | A            | Q2           | Q2 | 1-1 | 0 |
| Madrid                      | A  | A  | A  | A  | A  | 1R | NC           | A            | A            | Q1 | 0-0 | 0 |
| Roma                        | A  | A  | A  | Q1 | A  | 1R | Q2           | A            | A            | Q1 | 0-1 | 0 |
| Canadá                      | A  | A  | A  | A  | A  | A  | NC           | A            | Q2           | 2R | 1-1 | 0 |
| Cincinnati                  | A  | A  | A  | A  | Q1 | A  | Q1           | A            | Q1           | A  | 0-0 | 0 |
| Shanghái                    | A  | A  | A  | Q1 | Q2 | A  | No Celebrado | No Celebrado | No Celebrado | 1R | 0-1 | 0 |
| París                       | A  | A  | A  | A  | Q1 | A  | A            | A            | A            | A  | 0-0 | 0 |

## Challengers
| N.º | Fecha                  | Torneo                  | Superficie    | Oponente en la final | Resultado     |
| --- | ---------------------- | ----------------------- | ------------- | -------------------- | ------------- |
| 1.  | abril de 2015          | Challenger de Vercelli  | Tierra batida | Filippo Volandri     | 6-3, 1-6, 6-3 |
| 2.  | junio de 2015          | Challenger de Fürth     | Tierra batida | Albert Montañés      | 6-3, 6-0      |
| 3.  | noviembre de 2015      | Challenger de Yokohama  | Dura          | Go Soeda             | 4-6, 6-3, 6-3 |
| 4.  | agosto de 2016         | Challenger de Cordenons | Tierra batida | Daniel Gimeno-Traver | 6-3, 6-4      |
| 5.  | marzo de 2017          | Copa Ciudad de Tigre    | Dura          | Leonardo Mayer       | 5-7, 6-3, 6-4 |
| 6.  | 2 de febrero de 2020   | Challenger de Burnie    | Dura          | Yannick Hanfmann     | 6-2, 6-2      |
| 7.  | 1 de noviembre de 2020 | Challenger de Hamburgo  | Dura (i)      | Sebastian Ofner      | 6-1, 6-2      |
| 8.  | 5 de noviembre de 2023 | Challenger de Sídney    | Dura          | Marc Polmans         | 6-2, 6-4      |
| 9.  | 27 de octubre de 2024  | Challenger de Taipéi    | Dura (i)      | Adam Walton          | 6-4, 7-5      |